# Death in Vegas
I Death in Vegas sono un gruppo musicale britannico, formato a Londra nel 1994. Il loro stile include rock psichedelico, musica elettronica, krautrock, dub e industrial.

## Storia
Il gruppo nasce nel 1994 come duo, composto da Richard Fearless e Steve Hellier.
Il primo nucleo della band si chiamava Dead Elvis, ma poi il gruppo fu costretto a cambiare nome. Decise comunque di pubblicare il primo album proprio col nome Dead Elvis (marzo 1997). La copertina alternativa dell'album, che basa il proprio stile sulla musica elettronica e sul big beat, contiene una serie di graffiti raffiguranti il volto di Elvis Presley. Dopo la pubblicazione dell'album, Hellier lascia il gruppo e viene sostituito da Tim Holmes, che era stato già coinvolto nel missaggio di Dead Elvis.
Il secondo album, The Contino Sessions (settembre 1999), segna un cambio di direzione nello stile, con una maggiore attenzione rivolta al rock. A questo album, che riceve nel 2000 una nomination al Mercury Prize, partecipano importanti ospiti: Dot Allison, Bobby Gillespie, Iggy Pop e Jim Reid. L'album raggiunge la posizione #19 della Official Albums Chart. Alcuni brani tratti da The Contino Sessions vengono utilizzati nelle colonne sonore di spot, film e videogiochi. Il brano Dirge è stato oggetto di una querela da parte del gruppo Five or Six, in quanto "somigliante" alla loro Another Reason. Il problema è stato risolto con l'inserimento nei crediti del gruppo Five or Six.
Nel settembre 2002 il gruppo pubblica il terzo album, Scorpio Rising. Il titolo del disco prende ispirazione dall'omonimo film sperimentale del 1963 diretto da Kenneth Anger. All'album partecipano Liam Gallagher, Hope Sandoval, Nicola Kuperus, Paul Weller e Gary Mounfield, oltre a Dot Allison, già al lavoro col gruppo. Anche in questo caso le tracce suscitano l'attenzione di diversi registi, che le inseriscono in loro film: Girls è presente nel film di Sofia Coppola Lost in Translation - L'amore tradotto, nonché in D.E.B.S. di Angela Robinson. Il disco, che raggiunge come il precedente la posizione #19 della Official Albums Chart, è l'ultimo pubblicato dalla Concrete Records, etichetta discografica che aveva stampato anche i due primi album.
In seguito il gruppo fonda una propria etichetta, la Drone Records, "omonima" della label tedesca. Pubblica quindi, nel 2004, l'album Satan's Circus. A differenza degli altri album, questo non contiene ospiti alla voce. L'album viene anche distribuito in una versione "double pack" con l'aggiunta di un CD registrato live alla Brixton Academy di Londra durante una data dello Scorpio Rising tour.
Nel febbraio 2005 viene pubblicata la raccolta Milk It, contenente diversi successi del gruppo e tracce remixate. Nell'ottobre 2007 viene distribuita un'altra raccolta, intitolata The Best of Death in Vegas e pubblicata dalla Sony/BMG.
Dopo una lunga pausa, il gruppo ritorna nel 2011 con il quinto album. Si tratta di Trans-Love Energies, pubblicato nel mese di settembre dalla Portobello. Nel disco non sono presenti crediti attribuiti a Holmes, che quindi non fa più parte del gruppo, che a questo punto fa riferimento al solo Fearless (voce, sintetizzatore, altri strumenti). Ad ogni modo vi sono altri musicisti e collaboratori che contribuiscono alla realizzazione dell'album: tra questi James Greenwood (sintetizzatori, tastiere, programmazioni), Ian Button (chitarra), M. Sord (batteria).

## Discografia

### Album in studio
- 1997 - Dead Elvis
- 1999 - The Contino Sessions
- 2002 - Scorpio Rising
- 2004 - Satan's Circus
- 2011 - Trans-Love Energies
- 2016 - Transmission
- 2025 - Death Mask

### Raccolte
- 2005 - Milk It
- 2007 - The Best of Death in Vegas

### Partecipazioni
- 2004 - Back to Mine Vol. 16
- 2005 - FabricLive.23

## Videografia
| Anno | Titolo                          | Regista                            |
| ---- | ------------------------------- | ---------------------------------- |
| 1997 | "Twist & crawl"                 | Andy Cole                          |
| 1997 | "Dirt"                          | Andrea Giacobbe                    |
| 1997 | "Rocco"                         | Adam Berg                          |
| 1999 | "Aisha"                         | Terry Richardson                   |
| 2000 | "Dirge"                         | Richard Fearless & Richard Fenwick |
| 2002 | "Hands around my throat"        | Richard Fearless & Sam Brown       |
| 2002 | "Scorpio rising"                | Masashi Muto                       |
| 2003 | "So you say you lost your baby" | Mark Adcock                        |
| 2011 | "Black lead"                    | Corinne Stübi                      |